# Aspergillus flavus
Aspergillus flavus es un hongo Ascomycota que se suele asociar con aspergilosis pulmonar y se cree que causa con frecuencia infecciones de córnea y nasoorbitales, además de ser alergénico.
Aparece con frecuencia en maíz y cacahuetes y también en alfombras frecuentemente mojadas, produce aflatoxina.